# Josef Würdinger
Josef Würdinger (* 20. Mai 1822 in München; † 25. November 1889 ebenda) war ein bayerischer Oberstleutnant, Militärhistoriker und erster Direktor des Bayerischen Armeemuseums.

## Leben
Würdinger wurde als Sohn eines Stadtgerichtsdirektors geboren. Seine Jugendjahre verlebte er in Regensburg, besuchte das Gymnasium in Amberg sowie das (heutige) Wilhelmsgymnasium München, das er 1839 abschloss. Nach dem Tod seiner Eltern studierte er ab 1839 an der Universität München Rechts- und Forstwissenschaft. 1839 wurde er Mitglied des Corps Palatia München. Aus wirtschaftlichen Gründen trat Würdinger am 7. Februar 1843 als Kadett in das 1. Jägerbataillon der Bayerischen Armee ein, setzte aber sein Studium fort. Auf einer Inspektionsreise von Luitpold von Bayern war er dem Prinzen als Ordonnanzunteroffizier zugeteilt und erweckte dabei dessen Interesse. Im April 1847 folgte seine Versetzung in das 4. Jägerbataillon sowie ein Jahr später die Ernennung zum Leutnant. 1848/49 war Würdinger während der revolutionären Unruhen in Franken, Donauwörth und kam vom Allgäu nach Lindau. In Bregenz wurde er auf Österreichische Militärsanitätskompanien aufmerksam und berichtete darüber. Als in Bayern ähnliche Formationen aufgestellt wurden, versetzte man ihn Anfang November 1850 zur 1. Sanitätskompanie nach München. In dieser Stellung avancierte Würdinger Mitte April 1853 zum Oberleutnant und widmete sich neben seinem Dienst einer wissenschaftlichen Tätigkeit. Er publizierte in vier Jahrgängen den Bayerischen Militär-Almanach, verfasste 1858 die Biografien Gottfried Heinrich Graf von Pappenheim, General-Feldmarschall und Johann Freiherr von Werth, kaiserlicher und kurbayerischer General der Cavalerie sowie 1859 Johann Tzerklas Graf von Tilly, bayerischer Heerführer. Dies führte ihn in Münchner Gelehrtenkreise und veranlasste König Maximilian II. Joseph ihn in eine Kommission unter Oberleutnant Karl von Spruner zu berufen, die die Bayerische Kriegsgeschichte zu bearbeiten hatte. Würdinger bearbeitete den II. Band für den Zeitraum der Jahre 1347 bis 1506.
Nachdem Würdinger Anfang November 1861 zum Hauptmann II. Klasse im 3. Infanterie-Regiment avanciert war, wurde er 1864 zum Mitglied der Akademie der Wissenschaften ernannt. Im Mai 1866 stieg er zum Hauptmann I. Klasse auf und nahm im gleichen Jahr als Kommandant des 2. Feldspitals am Krieg gegen Preußen teil. Für sein Wirken belobigt, kehrte er nach dem Friedensschluss in das 3. Infanterie-Regiment zurück. 1868 erschien das zweibändige Werk Kriegsgeschichte von Bayern, Franken, Pfalz und Schwaben, zu dem Würdinger den ersten Band beigetragen hatte und der ihm mehrfache Anerkennung brachte.
Bei der Mobilmachung 1870 anlässlich des Krieges gegen Frankreich war Würdinger zunächst als Bataillonsführer der Landwehr in Neu-Ulm tätig, bis er am 30. August 1870 die Führung des III. Bataillons im 3. Infanterie-Regiment vor Longjumeau übernahm. Er nahm in der Folge an den Kämpfen bei Artenay, Orléans, Coulmiers und Beaugency teil. Beim Sturm und der Einnahme von Le Mée-sur-Seine stürzte Würdinger am 8. Dezember 1870 so unglücklich, dass er sein Kommando abgeben musste. Er wurde am 16. Dezember 1870 zum Major im 2. Infanterie-Regiment befördert, durch Armeebefehl belobigt sowie mit dem Ritterkreuz II. Klasse des Militärverdienstordens und dem Eisernen Kreuz II. Klasse ausgezeichnet. Da Würdinger aufgrund seiner Verletzung nicht mehr feldverwendungsfähig war, musste er am 13. Oktober 1873 als Kriegsinvalide mit Pension seinen Abschied nehmen.
Nach seiner Verabschiedung widmete sich Würdinger ganz seiner wissenschaftlichen Tätigkeit. Er publizierte weiterhin, wurde 1878 zum ordentlichen Mitglied der Akademie der Wissenschaften ernannt und war Konservator der Altertumssammlung des Historischen Vereins. Kurzzeitig vertrat er als Nachfolger des Freiherrn Hans von und zu Aufseß das Königreich Bayern im Vorstand des Vereins für Geschichte des Bodensees und seiner Umgebung. Er setzte sich maßgeblich für die Errichtung des Bayerischen Armeemuseums ein und war von 1880 bis 1885 deren erster Direktor. In dieser Eigenschaft wurde ihm 1881 der Charakter als Oberstleutnant verliehen und Würdinger 1888 zum Ehrenmitglied des Bayerischen Kriegervereins ernannt. In Würdigung seiner Verdienste verlieh ihm Prinzregent Luitpold 1888 im gleichen Jahr die goldene Ludwigsmedaille für Wissenschaft und Kunst. Von 1886 bis 1888 war er Vorsitzender des Historischen Vereins von Oberbayern.

## Schriften (Auswahl)
- Kriegsgeschichte von Bayern, Franken, Pfalz und Schwaben von 1347 bis 1506. 2 Bände, München 1868. Online II. Band
- Friedrich von Lochen, Landeshauptmann in der Mark Brandenburg. - In: Sitzungsberichte der philosophisch-philologischen und historischen Classe der k. b. Akademie der Wissenschaften zu München, Jahrgang 1874, Vierter Band, Akademische Buchdruckerei von F. Straub, München 1874, S. 373-416.